# Gambialoa atropunctata
Gambialoa atropunctata är en insektsart som beskrevs av Irena Dworakowska 1981. Gambialoa atropunctata ingår i släktet Gambialoa och familjen dvärgstritar. Inga underarter finns listade i Catalogue of Life.